# كان في جعبتي 138 جنيها (فلم)
كان في جعبتي 138 جنيها هو فيلم وثائقي قصير للمخرجة ساهرة درباس أنتج عام 2010، احتاج الفيلم عامين من البحث والتنقيب عن مواد أرشيفية بمساعدة باحثتين من جامعة (بيرجن) النرويجية وهما انغا ماريا أوكنهاوغ ونفيسة نجيب. جاء الفيلم ليتحدث عن إحدى القصص الملهمة هي حياة هند الحسيني، التي تميزت بشجاعتها وتفانيها في خدمة اليتامى والأطفال في زمن عصيب، ليجسد هذا الإرث الإنساني البارز. يتضمن الفيلم سرد تاريخي وصوراً بالأبيض والأسود لمجموعة من الانشطة التي كانت تقوم بها من أجل جمع الأموال اللازمة لإتمام مشروعها التي بدأته بعد عام 1948 لتوفير مأوى لخمسة وخمسين طفلا يتيما.

## قصة الفيلم
يروي قصة حياة هند الحسيني، المرأة التي أنشأت دارًا لرعاية الأيتام بعد نكبة 1948، رغم امتلاكها لمبلغ متواضع قدره 138 جنيهاً فلسطينياً فقط. بعد اكتشافها لأطفال ناجين من مذبحة دير ياسين، قررت هند أن تعتني بهم، وأكبرهم كان عمره 12 عامًا وأصغرهم سنة واحدة. يستعرض الفيلم الذي تم إنتاجه على مدار عامين، التأثير الكبير للأحداث السياسية في فلسطين على دار الأيتام، مثل النكبة والانتفاضتين، مما أدى إلى تقليص عدد الأطفال بسبب صعوبة التنقل والحواجز الإسرائيلية. كما يعكس الفيلم التعايش بين المسلمين والمسيحيين في المؤسسة، حيث كان الأطفال يحتفلون معًا بالأعياد. حظي الفيلم بإشادة واسعة كونه الأول من نوعه الذي يروي سيرة امرأة فلسطينية ويقدم توثيقًا تاريخيًا دقيقًا.